# Kuala Lahang
Kuala Lahang is een bestuurslaag in het regentschap Indragiri Hilir van de provincie Riau, Indonesië. Kuala Lahang telt 4062 inwoners (volkstelling 2010).